# Cecil McBee
Cecil McBee (Tulsa, 19 maggio 1935) è un contrabbassista statunitense.
Nel corso degli anni '60 e '70 ha lavorato a New York registrando in ambito jazz con artisti come Miles Davis, Andrew Hill, Sam Rivers, Jackie McLean, Wayne Shorter, Charles Lloyd, Yusef Lateef, Keith Jarrett, Freddie Hubbard, Woody Shaw e Alice Coltrane, Elvin Jones, Pharoah Sanders e altri.

## Discografia parziale
- 1975: Mutima (Strata-East Records)
- 1977: Music from the Source (Enja Records)
- 1977: Compassion (Enja)
- 1979: Alternate Spaces (India Navigation)
- 1982: Flying Out (India Navigation)
- 1986: Roots of Blue (RPR) – duetti con Muhal Richard Abrams
- 1997: Unspoken (Palmetto Records)